# Чапаево (Олёкминский улус)
Чапаево — село в Олёкминском районе Республики Саха (Якутия).
Расположено на левом берегу реки Лена в 185 км к западу от Олёкминска.
В селе имеются магазины, больница, Жедайская средняя общеобразовательная школа, интернат, детский сад, гостиница.
В данный момент база работников «ВСТО».

## Население
| 2002 | 2010 | 2021 |
| ---- | ---- | ---- |
| 859  | ↗886 | ↘670 |